# Epanokalimavkion
|  | Dieser Artikel wurde aufgrund von akuten inhaltlichen oder formalen Mängeln auf der Qualitätssicherungsseite des Portals Christentum eingetragen. Bitte hilf mit, die Mängel dieses Artikels zu beseitigen, und beteilige dich bitte an der Diskussion. |

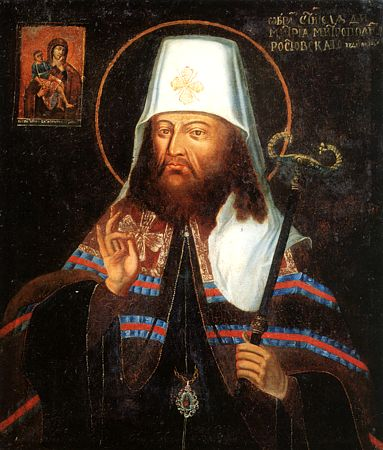
Ikone des Heiligen Dimitri von Rostow, wie er eine weiße Metropolit epanokalimavkion trägt.

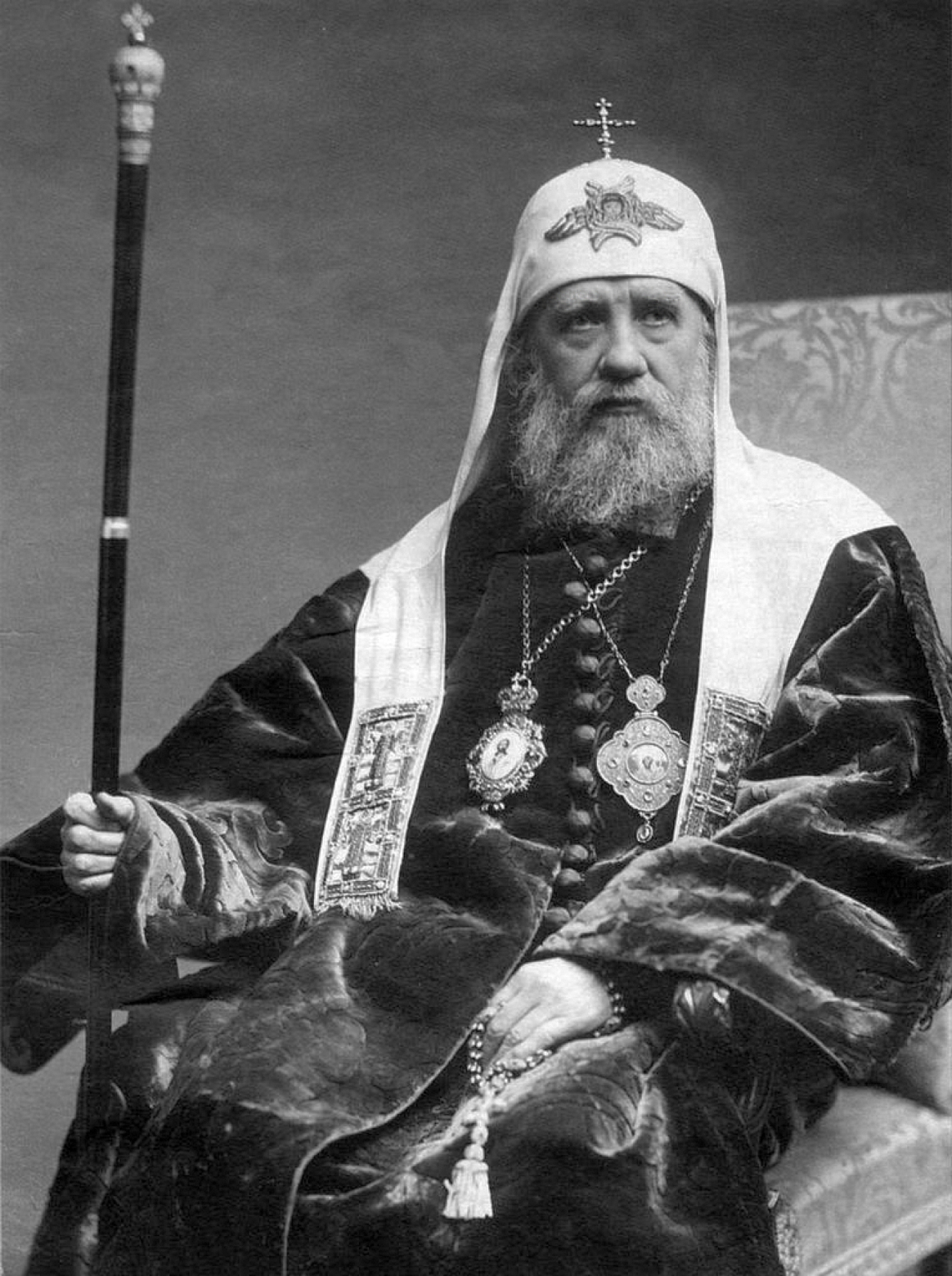
Heiliger Tichon, Patriarch von Moskau, trägt ein patriarchales Kukulle mit eingenähtem weißen epanokalimavkion.

Ein epanokalimavkion (griechisch: επανωκαλυμμαύχιον, auch epanokalimavko (επανωκαλύμμαυχο), französisch: epanokamelauchion und voile (de hierarque), englisch: epanokamelauchion, epanokamelavchion, epykalymauchion und epirrhiptarion) ist ein Kleidungsstück des Klerus, das von christlich orthodoxen Mönchen – Jung-Mönchen oder höheren Rängen, einschließlich Bischöfen – getragen wird. Es ist ein Stoffschleier, meist schwarz, der mit einem kalimavkion getragen wird.

## Überblick
Das epanokalimavkion ist vorne an dem kalimavkion befestigt und reicht bis zum Kopf, damit es den Rücken runterhängt mit Stoffstreifen an jeder Seite. In manchen Traditionen lassen die Mönche die Stoffstreifen über den Schultern hängen, aber Nonnen binden sie hinter dem apostolnik zusammen.
In der russischen Tradition wird das kalimavkion vom epanokalimavkion bedeckt, was zusammengefasst als klobuk bezeichnet wird.
Mönchsdiakone entfernen das epanokalimavkion, wenn sie liturgisch bekleidet sind und die Liturgie führen. Wenn sie jedoch die Liturgie nicht führen, tragen sie es, wann immer sie an anderen Messen teilnehmen. Mönche, die zu einer der niederen Weihen (Subdiakon, Leser, Altardiener) geweiht werden, tragen das kamilavka nicht, wenn sie an einer Liturgie teilnehmen. Priestermönche tragen das epanokalimavkion, wann immer sie das kalimavkion tragen.
In der russischen Tradition hat das epanokalimavkion eines Erzbischofs ein juwelenbesetzes Kreuz vorne an der Krone des kalimavkion angenäht. Ein Metropolit trägt ein weißes epanokalimavkion mit dem gleichen juwelenbesetzen Kreuz. Das epanokalimavkion des Patriarchen von Moskau ist oft reichlich geschmückt mit Seraphen oder anderen Symbolen an den Stoffstreifen und es ist an einer kegelförmigen kalimavkion befestigt, das koukoulion genannt wird. Der Patriarch der Ukrainisch Orthodoxen Kirche des Kiewer Patriarchts, welche nicht in Kommunion mit Moskau ist, trägt ebenfalls ein kalimavkion.
Der Patriarch von Bulgarien trägt ebenfalls ein weißes epanokalimavkion mit einem kleinen Kreuz. Der Patriarch von Rumnänien trägt auch ein weißes epanokalimavkion.
Auf dem Berg Athos, können bestimmte Praktizierungen von Kloster zu Kloster variieren, aber generell ist in den griechischen Klöstern das epanokalimavkion nicht am kalimavkion befestigt, sondern nur lediglich darübergelegt. Der Grund dafür ist, dass das athonische typikon ausruft, dass es vom kalimavkion entfernt wird und bei bestimmten Zeiten von Liturgien über die Schultern gelegt wird.